# Кисть

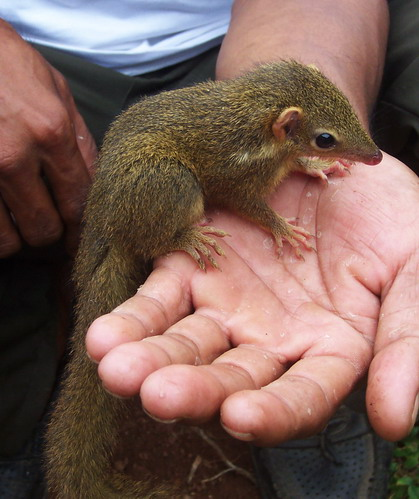
Кисть польової тупаї (Tupaia javanica) у порівнянні з людською

Кисть (лат. manus) — це зовнішній орган, частина вільної верхньої кінцівки, яка складається із зап'ястя, п'ястка і фаланг пальців.